# Bous, Luxemburg
Bous (franska) (luxemburgiska: Bous lyssna (fil), tyska: Bous) är en ort i kantonen Remich i sydöstra Luxemburg. Den är huvudort i kommunen med samma namn och ligger cirka 16 kilometer sydost om staden Luxemburg. Orten har 674 invånare (2022).